# Restes de murs i fortificació de Vilaller
Les Restes de murs i fortificació de Vilaller és una obra de Vilaller (Alta Ribagorça) declarada Bé Cultural d'Interès Nacional.

## Descripció
Restes de la muralla situades a la part alta de la vila. Al carrer de Ms. Francesc Farré es conserva un petit tram de muralla amb portal. La muralla envoltava tot el Cap de la Vila i estava feta majoritàriament aprofitant les cases, llevat d'aquest tram. Probablement hi ha més restes de muralla integrades en les cases actuals.